# Einsiedler Skriptorium

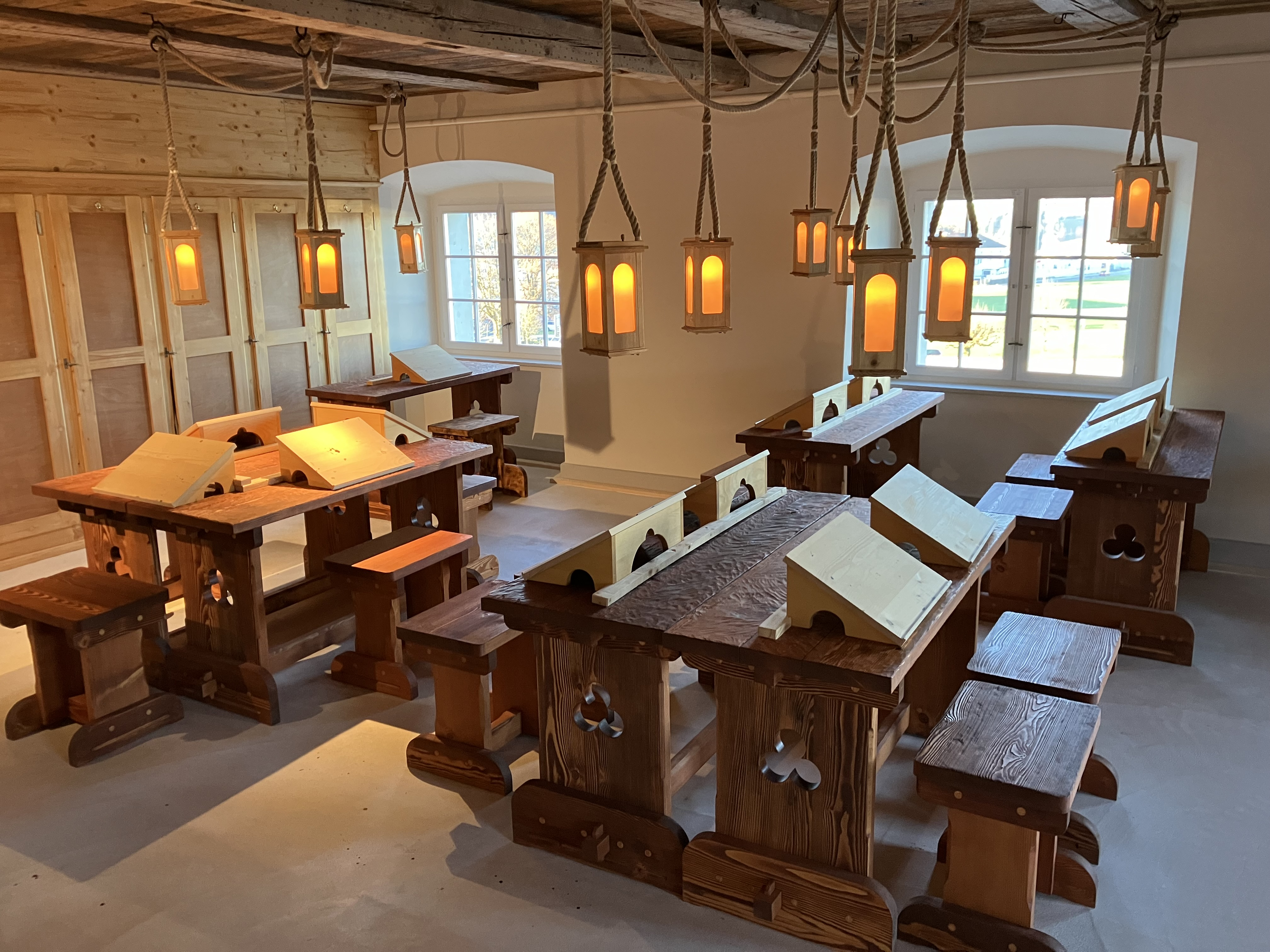
Schreibtische im Skriptorium

Das Einsiedler Skriptorium ist eine mittelalterliche Schreibstube im Kloster Einsiedeln im Schweizer Kanton Schwyz. Wie die meisten Klöster erhielt auch das Kloster Einsiedeln schon bald nach seiner Gründung im Jahre 934 ein eigenes Skriptorium, um geistliche sowie profane Texte handschriftlich zu kopieren.

## Geschichte

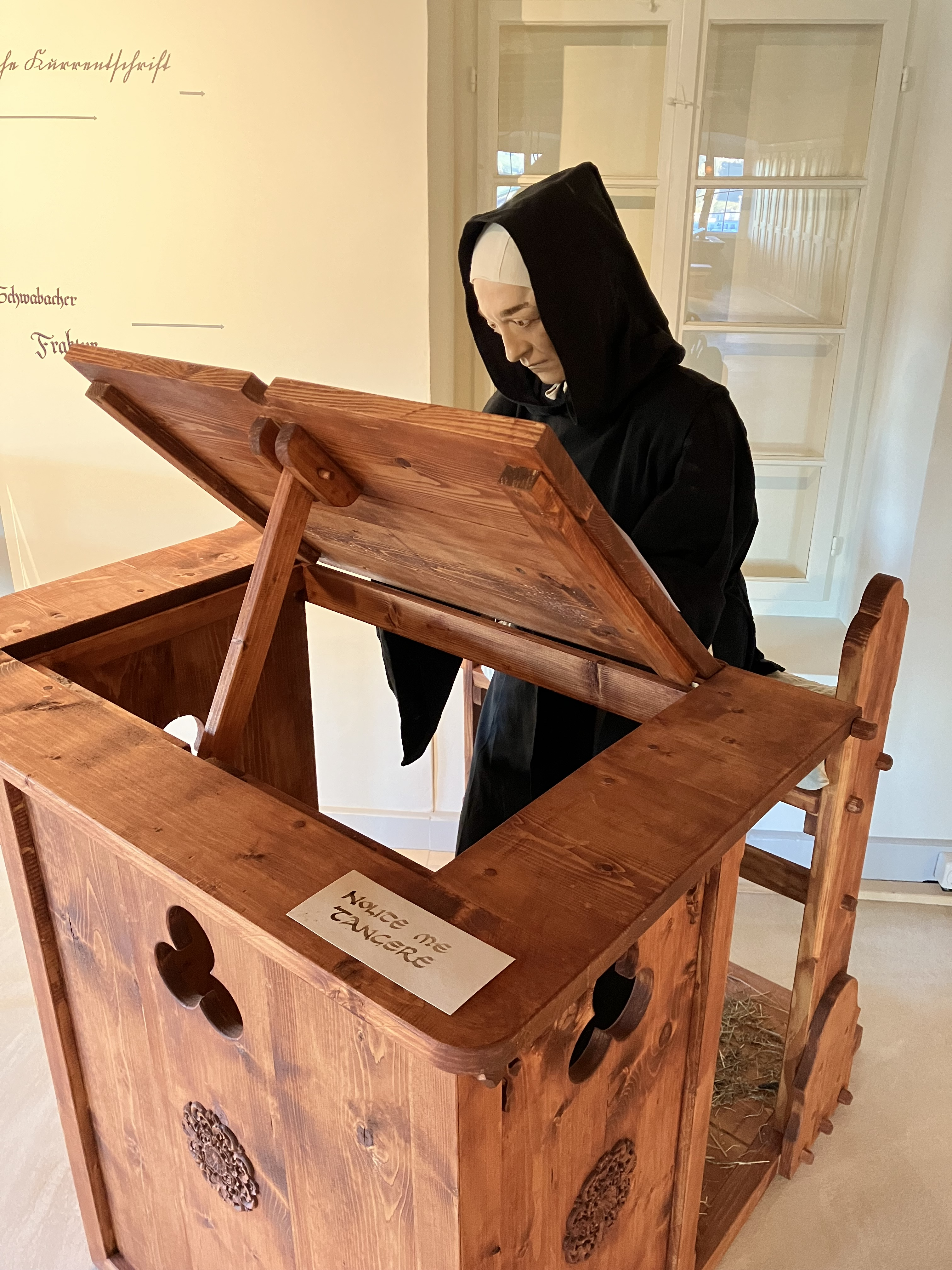
Mönch Heiri, benannt nach dem namentlich bekannten Einsiedler Schreiber Heinrich von Ligerz (14. Jh.)

Das Einsiedler Skriptorium entstand wohl bereits unter Abt Eberhard (934–958) und wurde wie die Klosterschule vom heiligen Wolfgang von Regensburg aufgebaut. Die erste Blütezeit erlebte das Skriptorium im 10. und 11. Jahrhundert, als eine grosse Zahl von theologischen und liturgischen Schriften wie auch Heiligenviten verfasst wurden. 35 dieser Schriften sind heute noch erhalten und bestehen zur Hälfte aus patristischen Texten. Das zu dieser Zeit (um 960) entstandene Messantiphonar (Codex Einsidlensis 121) gilt als älteste Aufzeichnung der Choralmusik. Es entstanden auch geschichtliche Werke, wie die Annales Einsidlenses.
Aus dem 11. und 12. Jahrhundert sind 40 Schriften erhalten, die im Einsiedler Skriptorium entstanden, darunter eine Foliobibel und Missalia. An Qualität, Kalligraphie und Ausstattung konnte Einsiedeln die anderen Schweizer Klöster in dieser Zeit deutlich überragen.
Im Mittelalter traten einige Einzelleistungen in Erscheinung, wie die vier Antiphonare unter Abt Johannes von Schwanden (neumierte Choralgesänge, erstmals in der Schweiz auf ein Notensystem übertragen).
Das Skriptorium verlor seine Bedeutung im Zeitalter des Buchdrucks. Abt Plazidus Reimann richtete 1664 die erste Klosterdruckerei ein und liess Werke wie die Documenta Archivii Einsidlensis nun dort drucken.

## Heutige Nutzung
Auch heute werden im Kloster Einsiedeln keine Bücher mehr handschriftlich kopiert. Gleichwohl möchte man hier einen Einblick in die Entstehung von Büchern im Mittelalter bieten. Hierzu richtete die Mönchsgemeinschaft auf Initiative von Pater Thomas Fässler im Frühjahr 2022 ein historisches Skriptorium ein. Dieses beinhaltet einen musealen Teil sowie einen Raum für Workshops, in denen alte Schriften mit Keil und Tinte erlernt werden können. Neben weiteren Gruppen sind unter den Führungsteilnehmenden mehrheitlich Schulklassen, die im Unterricht gerade das Mittelalter behandeln.

### Museum

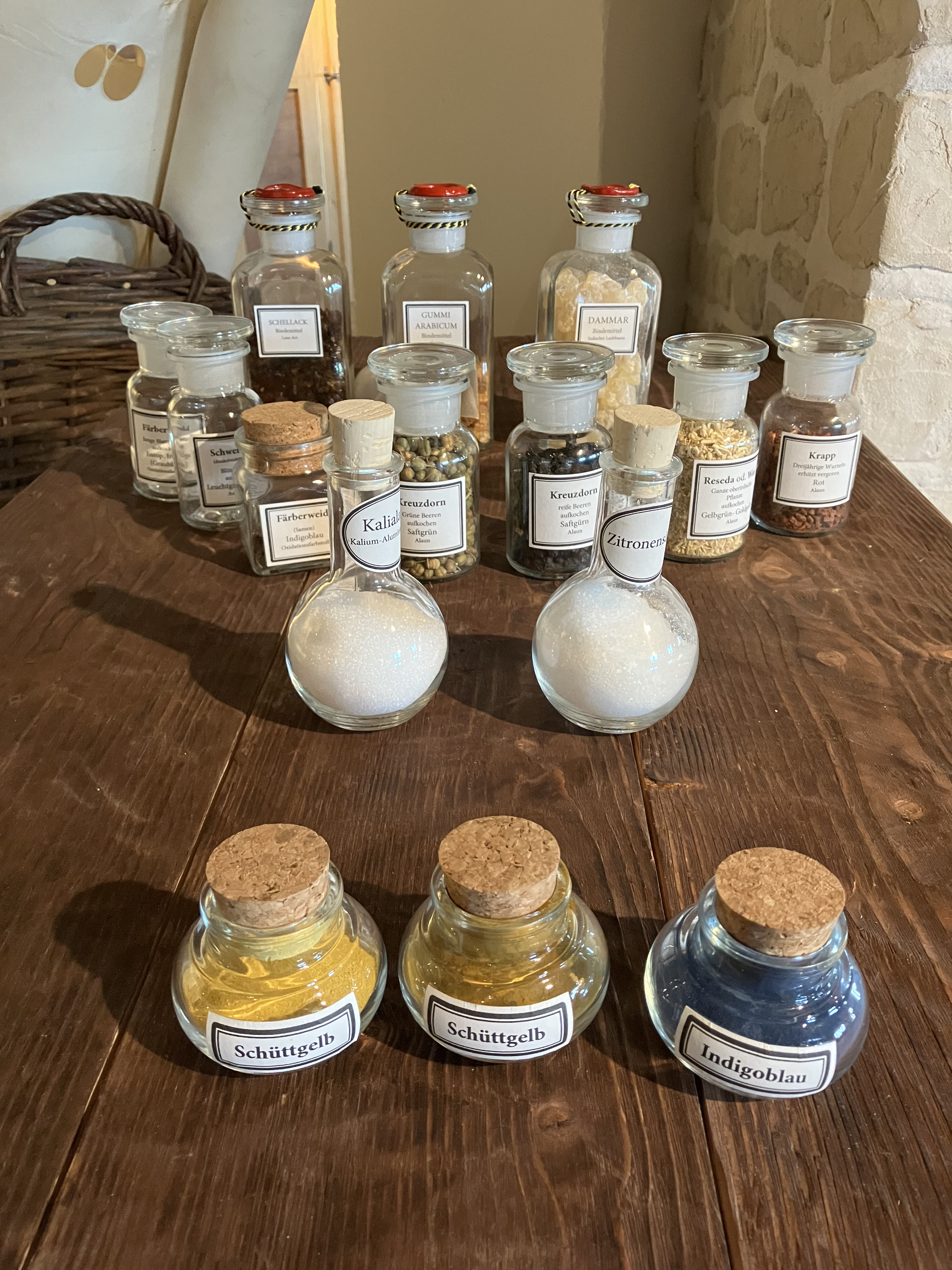
Grundstoffe zur Farbherstellung

Im Museumsbereich wird den Besuchern Wissenswertes rund um die Themen «Schrift» und «Buchherstellung» vermittelt. Dort werden verschiedene organische und anorganische Farbpigmente gezeigt, um die diversen Grundmaterialien zur historischen Farbherstellung zu vermitteln.

### Workshop
Im Workshop dürfen die Besucher unter fachkundiger Anleitung selber das historische Schreiben austesten und erhalten hierzu Federkiel sowie Walnusstinte.